# Suzuri-no-Tamashi

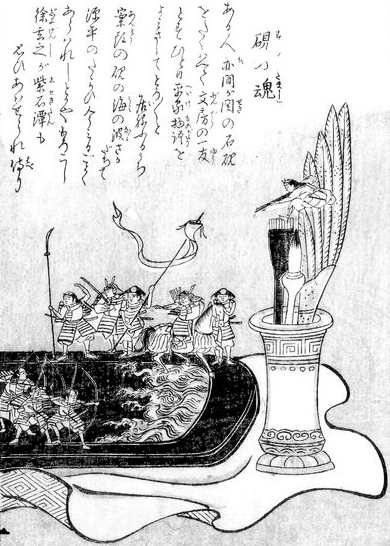
Der Suzuri-no-Tamashi, wie er in Sekiens Konjaku Hyakki Shūi erscheint

Suzuri-no-Tamashi (硯の魂; „Beseelter Tintenstein“), auch Suzuridama (mit derselben Bedeutung) gelesen, ist der Name eines fiktiven Wesens der japanischen Folklore. Er gehört zur Klasse der Tsukumogami (付喪神; „Artefakt-Geister“) aus der Gruppe der Yōkai (妖怪; „Dämonen“) und gilt als „unheilbringend“.

## Beschreibung
Der Suzuri-no-Tamashi erscheint als eigentlich gestaltloser, böser Yōkai oder Kami, der in einen Tintenstein oder eine Tintenvase hineinfährt und in der Tinte selbst residiert. Die Tinte wird dadurch mit beseelt und erhält schwarzmagische Eigenschaften. Wird sie zum Schreiben benutzt, kann es vorkommen, dass der Suzuri-no-Tamashi den geschriebenen Text umschreibt und verfälscht. Wird die Tinte zum Zeichnen und Malen verwendet, können die Bilder zum Leben erwachen. Meist lässt der Yōkai die Figuren bestimmter Geschichten (bevorzugt Kriegsgeschichten) lebendig werden, die dann das Arbeitszimmer des Schreibers oder Künstlers verwüsten.

## Hintergrund
Das japanische Wort Suzuri (硯) beschreibt sowohl einen traditionellen Tintenstein als auch eine kleine Steinvase, in der schwarze Tinte aufbewahrt wurde. Beide Objekte wurden nicht selten auch als Brief- und Schriftrollenbeschwerer benutzt. Das Wort Tamashī (魂) bedeutet wörtlich „eine Seele tragend“. Die Gestalt um den Suzuri-no-Tamashi geht auf eine Sage zurück, die in dem Werk Heike Monogatari (平家物語; „Erzählungen von den Heike“) von Akashi Kakuichi aus dem Jahr 1371 festgehalten wurde. Historischer Hintergrund ist der Genpei-Krieg, der während der Heian-Zeit tobte und um 1185 mit dem Sieg des Minamoto-Clans über die Taira endete. Es heißt, die erbosten und rachsüchtigen Seelen der getöteten Taira-Krieger hätten sich in einen Yōkai oder Kami verwandelt, der jeden verfluche, der die Geschichte um die Schlacht aufschreibe und weitererzähle. Diese Legende nahm der Ukiyo-e-Künstler und Kyōka-Poet Toriyama Sekien um 1780 zum Anlass, das Wesen „Suzuri-no-Tamashi“ zu erschaffen und in seinem Emakimono Konjaku Hyakki Shūi (今昔百鬼拾遺; „100 Dämonen von einst und jetzt, Fortsetzung“) bekannt zu machen. In seiner Anmerkung erwähnt Sekien die Heike Monogatari und dass der verfluchte Tintenstein aus dem Ort Akama Gaseki (赤間關) der heutigen Präfektur Yamaguchi stamme.